# 財務総監
財務総監（財政総監、仏：Contrôleur général des finances）は、フランス王国における経済担当大臣職。1661年までの大蔵卿(Surintendant des Finances)に代わり、王国の財務と財政を監督する職責を持つ。

## 歴史
1574年に設置された大蔵省では、予算と支出の管理を行う機能のみを持っており、経済や会計監査の機能は持たなかった。しかし、1661年に当時の大蔵卿フーケが逮捕されると、その後、最初の財務長官としてコルベールが就任し、1665年からは財政の機能も同時に持つこととなった。その後もコルベールのもとに、経済や財政を管轄する機能が集約されることとなり、財務総監の役職が誕生した。
この役職は、1715年から1718年の間に一時中断された以外は、1791年のフランス革命まで存続した。法的には、外国人とプロテスタントはこの職に就くことができなかったが、1776年から1781年および1788年から1790年の期間、ネッケルは事実上この職にあった。その間は単に「財務長官」の名称だった。

## 機能
財務総監の職は、旧体制下の大臣としては、最も広範囲の職責を持った。1665年の記録では、”部門に関することおよびその他のすべての事項について内閣に報告する”とされている。その監督の範囲は、財政、金融、農業、商工業、貿易、公共事業、地方行政の一部などにわたっている。
最初の財務総監であるコルベールは、1669年から1683年の海軍大臣、および1664年から1683年の宮内大臣も兼務していた。これにより、年間20万リーブルの俸給に加えて、大臣報酬としてさらに2万リーブル、さらに任期の続く限り賄賂を得ることができた。
財務総監は、内閣のメンバーであり、王室費や貿易を管理し、最終的には総理大臣となる。単に国庫の収支や徴税、通貨管理などの財政の管理を超えた、経済全体の監督と地方政治のかなりの部分を指導する立場であった。州政府の主要な官吏は、財務総監の推薦により任命された。
財務総監は、財務官僚か地方長官から選任された。ルイ15世およびルイ16世の治下では、その地位は安定しておらず、財務総監官邸は「免職ホテル」と呼ばれた。

## 組織
他の省庁とは異なり、財務総監の組織は大学風に組織された。いくつかの部門に分けられ、王室財政の管理も含め、財務総監が各部門の代表者を指示することで、機能していた。各部門長は旧体制の終わりまで、だいたい6人までの編成で、「財務様 (Messieurs des finances) 」や「財務諸氏 (gens des finances) 」と呼ばれた。
同じように通商についても、財務総監は4人か5人の担当者を指揮した。
古くはこれらのうちの一人だけが財務総監に報告することができ、財務総監は財務と通商の各1名の執事を指揮することで、全体を監督していた。しかし、次第にセクションごとに職務が分化していったため、各部門が専門化し、それぞれの立場から財務総監に属する形態となった。
他の省庁では、内閣への報告は、長官ただ一人によって行われるが、財務総監は部下である財務と通商の部門長からなるグループを連れて王に面謁した。このことから、財務総監は、内閣を、自らの管轄部分と、それ以外の部分に分割したとする立場をとり、財政問題に関しては財務総監以外からの発言権は失われた。また、財務総監による決定が王の裁可を得る必要がある場合には、内閣の審議を経ていなくとも、内閣の決定としてサインした文書を提出した。財政に関しては90%がこうした手順で決定され、内閣を経たものは10%だけだった。
財務総監の配下の人員は他の省庁に比べ、非常に多くを擁した。各部門の庁舎は、銀行家や投資家の邸宅に近いパリに置かれた。財務総監の官舎はパリの、ヌーヴ・デ・プチ・シャン通りのマザラン・パレスと、ヴェルサイユに置かれた。